# Borbeck

Wapen van Borbeck

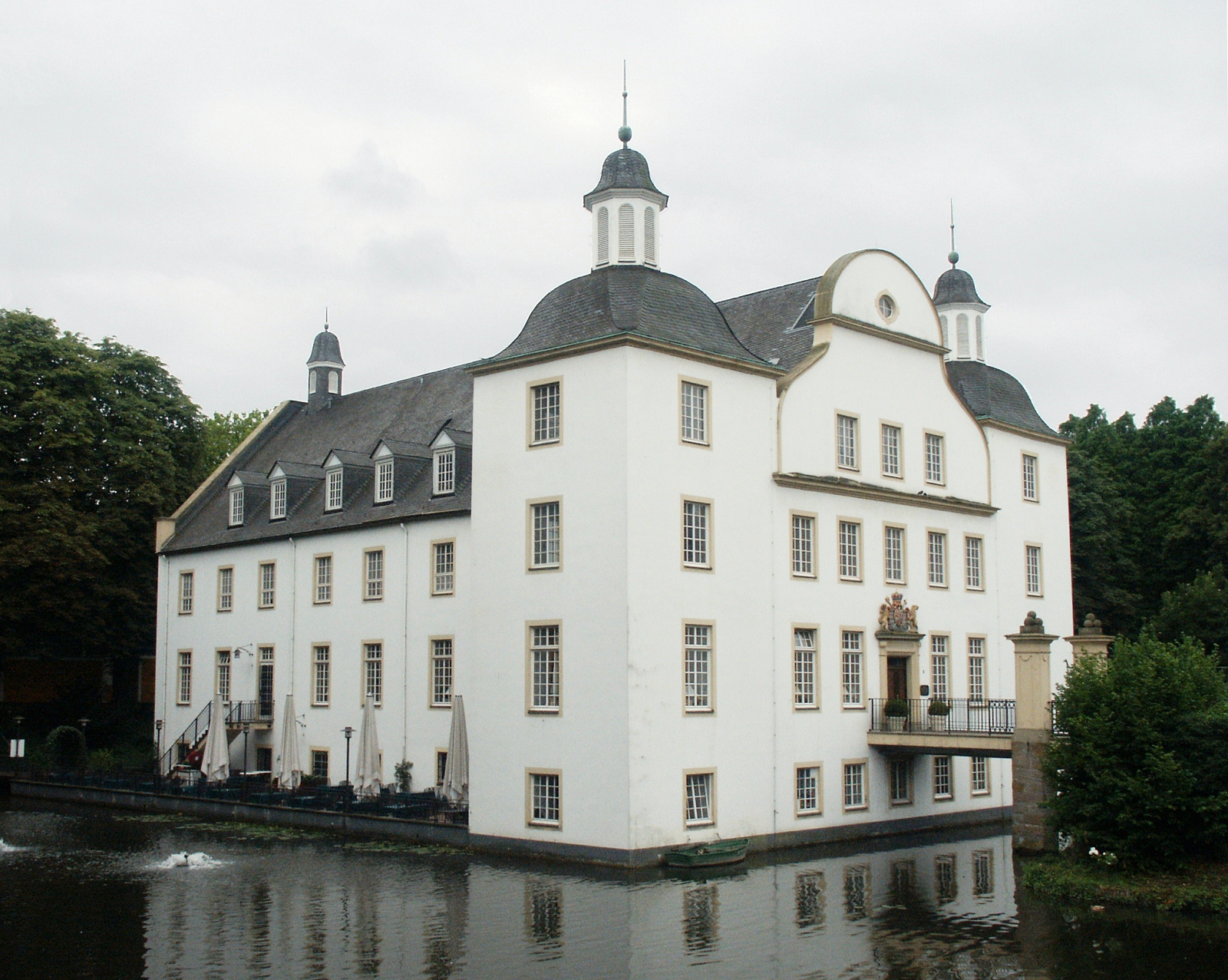
Slot Borbeck

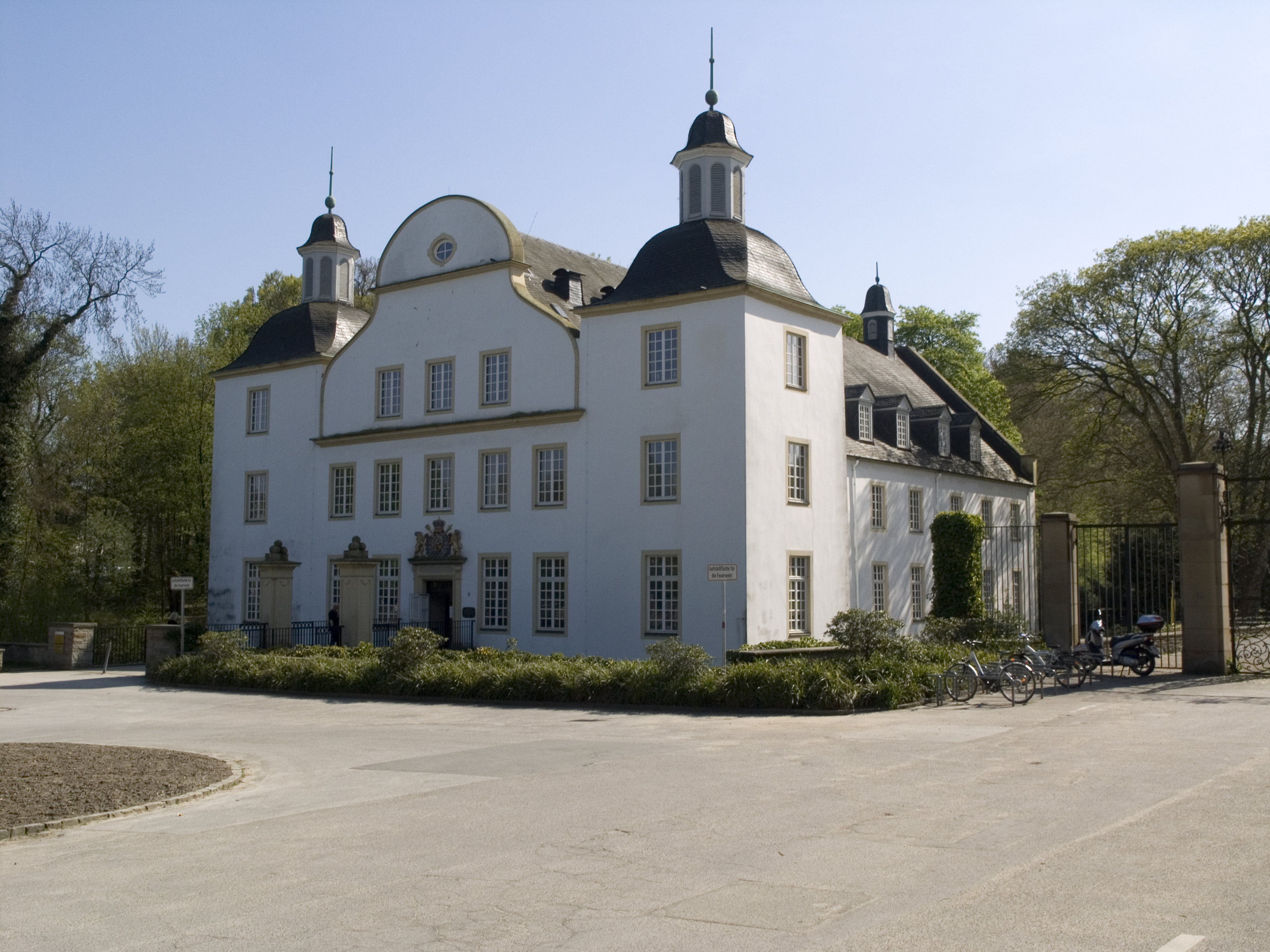
Slot Borbeck

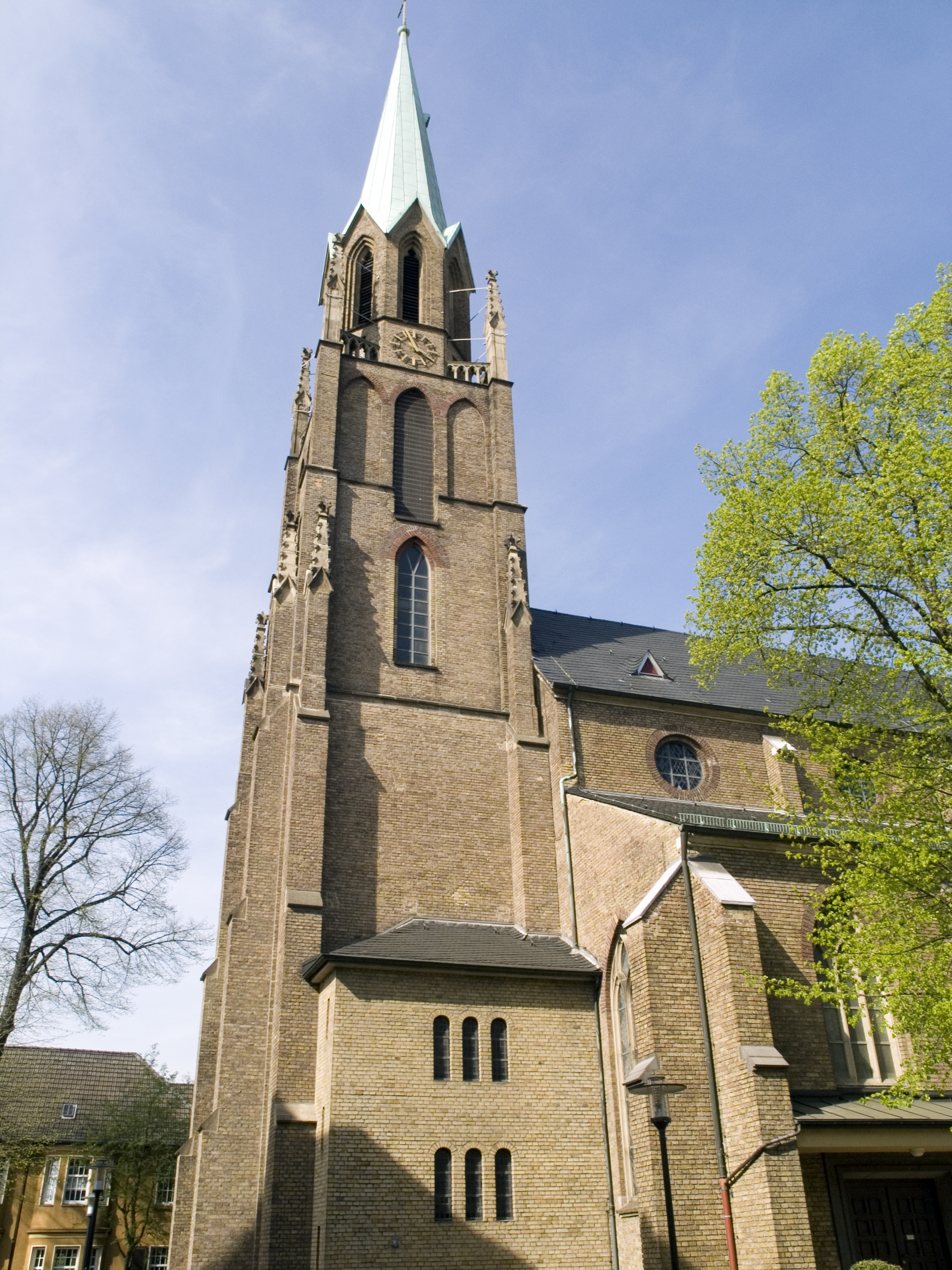
Kerk van Sint-Dionysius

Borbeck is een stadsdeel van Essen. Delen van de voormalige gemeente Borbeck horen ook bij Oberhausen en Bottrop.

## Geschiedenis
De naam Borbeck betekent waarschijnlijk land der Bructeren, een West-Germaanse stam die het gebied in de Romeinse tijd bewoonden. Een andere mogelijke betekenis van de naam is beek die door vruchtbaar land stroomt.
In 869 wordt Borbeck als Borthbeki voor het eerst genoemd als een van de boerderijen die tot de Sticht Essen behoren en daaraan belasting moeten betalen. In de jaren daarna nemen de inwoners van Borbeck uitgestrekte omliggende wouden in gemeenschapsgebruik. Vanaf 1227 werd de boerderij door de abdis Adelheid uitgebouwd tot kasteel, en sinds die tijd fungeerde het Kasteel van Borbeck als residentie voor de abdissen van de Stift Essen. 
In 1803 werd het Sticht Essen door Pruisen veroverd, en in 1806 werd het na een Pruisische nederlaag deel van de Franse vazalstaat Groothertogdom Berg. In de Franse tijd werd het voormalige Sticht Essen opgedeeld in vier zelfstandige gemeentes; Borbeck was daar een van. Tot de gemeente Borbeck behoorden behalve Borbeck zelf ook andere dorpen, waaronder de huidige Essener wijken Frohnhausen, Bochold en Schönebeck. 
Vanaf de tweede helft van de negentiende eeuw kwam Borbeck, net als de rest van het Ruhrgebied, in de greep van de industrie. Boeren verkochten hun land duur aan externe investeerders, die er kolenmijnen en ijzer- en staalfabrieken bouwden.
In 1861 werd een deel van Borbeck afgestaan aan de nieuw opgerichte stad Oberhausen, en in 1874 werden Altendorf, Frohnhausen en Holsterhausen een zelfstandige gemeente. Toch had Borbeck, toen het in 1915 bij Essen werd gevoegd, nog ruim 70.000 inwoners.
In de jaren 60 van de 20ste eeuw werden de laatste kolenmijnen van Borbeck gesloten, en ook andere industrieën verlieten het stadsdeel, waardoor Borbeck tegenwoordig vooral een woon- en dienstencentrum is.

## Borbeck tegenwoordig
Tegenwoordig is Borbeck een stadsdeel van Essen met een ziekenhuis en een overdekt zwembad. Het beschikt over twee treinstations, Essen-Borbeck, dat is aangesloten op de S-Bahn en de Regional-Express, en Essen-Borbeck-Süd, dat is aangesloten op de S-Bahn. Het oude centrum van Borbeck is een voetgangersgebied. De belangrijkste bezienswaardigheid van Borbeck is het Kasteel van Borbeck en het daaromliggende park.